# Visoki prekršajni sud Republike Hrvatske
Visoki prekršajni sud Republike Hrvatske je specijalizirani sud ustanovljen za područje Republike Hrvatske sa sjedištem u Zagrebu.
Visoki prekršajni sud Republike Hrvatske nadležan je:
- odlučivati u drugom stupnju o žalbama protiv presuda i rješenja prekršajnih sudova,tijela državne uprave koja vode prekršajni postupak,ovlaštenih tužitelja i drugih odluka kada je to propisano zakonom,osim ako nije drukčije propisano Prekršajnim zakonom,
- odlučivati o izvanrednim pravnim lijekovima u slučajevima propisanim Prekršajnim zakonom,
- odlučivati o sukobu nadležnosti između sudova,
- odlučivati o zahtjevima za izuzećem predsjednika sudova,
- obavljati i druge poslove određene zakonom.

U Visokom prekršajnom sudu djeluju četiri odjela i to: Odjel za prekršaje iz područja javnog reda i mira i javne sigurnosti, Odjel za prekršaje iz područja gospodarstva, Odjel za prekršaje iz sigurnosti prometa na cestama i Odjel za prekršaje iz područja financija te Služba evidencije i praćenja sudske prakse jedinstvena za sva četiri sudska odjela.

## Poveznice
- Prekršajni sudovi u Hrvatskoj
- Sudbena vlast u Hrvatskoj

## Vanjske poveznice
- http://sudovi.pravosudje.hr/VPSRH/